# Crisis política en Argentina de 2022
La crisis política en Argentina de 2022 fue un período de inestabilidad suscitada en el seno del Poder Ejecutivo Nacional, presidido por la entonces coalición Frente de Todos, que gobernó el país desde 2019 hasta 2023.
La crisis política, se agravó con la renuncia del ministro de Economía Martín Guzmán el 2 de julio de 2022, decisión criticada por la propia coalición. Debido a esto, se desencadenó una corrida cambiaria que desembocó en la renuncia de la ministra de Economía Silvina Batakis en apenas 24 días, siendo reemplazada por el hasta entonces presidente de la Cámara de Diputados, Sergio Massa. Provocando que en un mes la Argentina tuviera tres ministros de Economía, y culminando así una etapa de incertidumbre general de la economía Nacional hasta la asunción y toma de medidas del corriente año del ya entonces nuevo ministro de economía, Sergio Massa.
Diversos analistas políticos, periodistas y miembros de otros frentes políticos como Juntos por el Cambio o La Libertad Avanza acusaron al gobierno de un conflicto interno generado por un sector afín a la vicepresidenta Cristina Fernández de Kirchner.

## Contexto
La coalición gobernante constituida por el gobierno de Alberto Fernández y Cristina Fernández de Kirchner (elegidos en 2019) tuvo un alto grado de desaprobación gracias al empeoramiento de los índices de pobreza, deuda externa y de inflación
Además, entre 2020 y a fines de 2022, se registró una crisis social causada por efecto de la crisis económica relacionado con la pandemia de COVID-19 en el país.

### Cambios de gabinete
Tras las elecciones legislativas de 2021 se produjeron algunos cambios en el gabinete nacional. En agosto la vicepresidente señaló que «hay funcionarios que no funcionan» en una carta pública difundida a los medios.

## Desarrollo

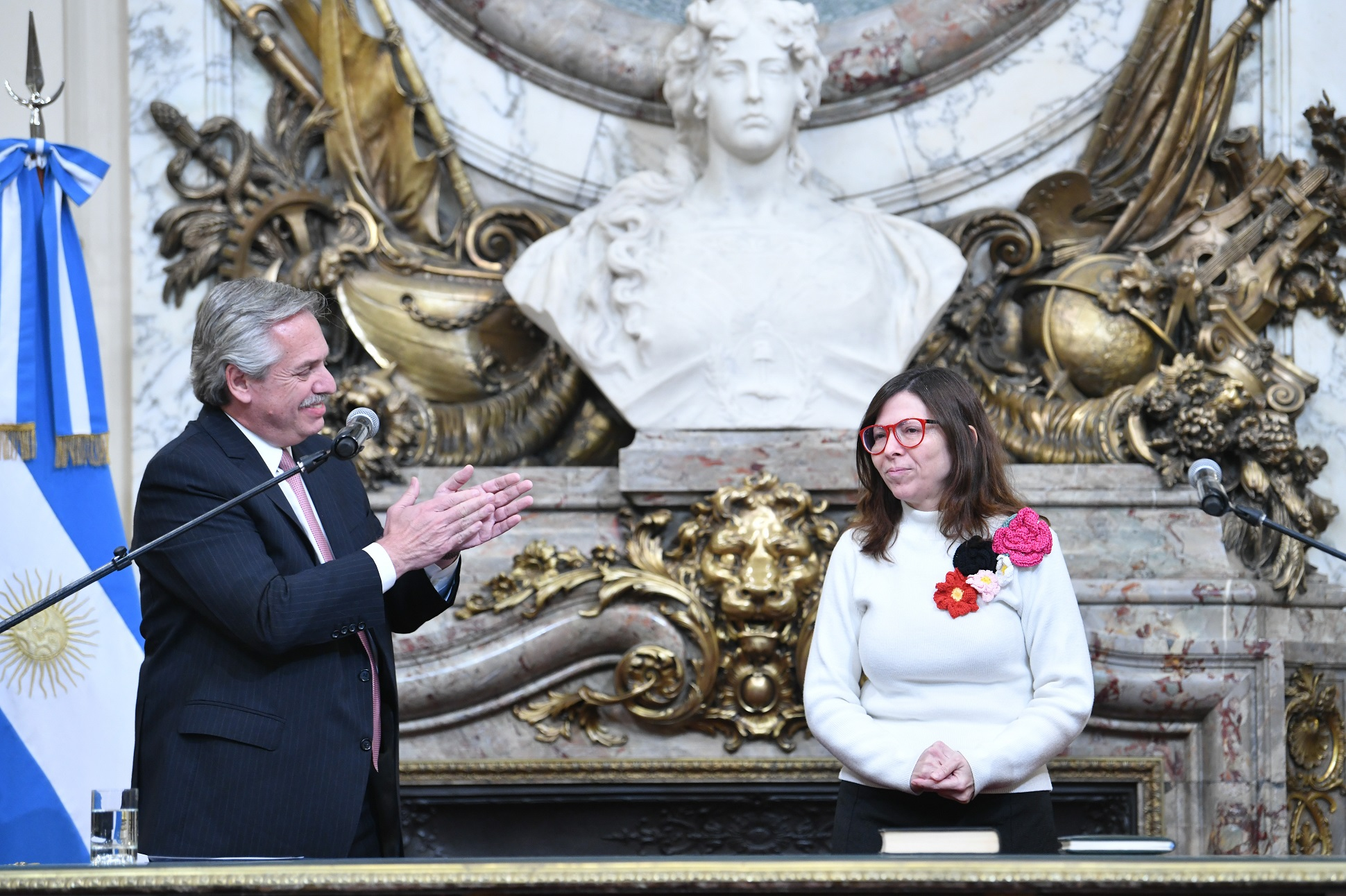
Jura de la ministra de Economía Batakis (4 de julio de 2022).

En enero renunció a la presidencia del bloque del Frente de Todos de diputados Máximo Kirchner. El siete de junio renunció el ministro de Desarrollo Productivo Matías Kulfas por pedido del presidente Alberto Fernández. Fue sustituido por Daniel Scioli.
El 2 de julio renunció Martín Guzmán, ministro de Economía de la Nación desde 2019. decisión criticada por la vicepresidenta y líder del Frente de Todos Cristina Fernández de Kirchner calificando dicha renuncia como («acto de irresponsabilidad política»). Guzmán fue sustituido por la economista Silvina Batakis, quien juró el 4 de julio.
Junto con Guzmán renunciaron los secretarios de Hacienda, Política Económica y Política Tributaria del Ministerio de Economía; y el subsecretario de Planeamiento Estratégico Santiago López Osornio, de la Secretaría de Energía del Ministerio de Desarrollo Productivo.
El día 6 de julio, renunció el secretario de Comercio Interior Guillermo Hang (del Ministerio de Desarrollo Productivo).
Mientras tanto, el movimiento piquetero de izquierda, con el Polo Obrero un acampe en Buenos Aires, que exigían al gobierno mejoras sociales.
El 9 de julio surgió una manifestación (coloquialmenete llamada «banderazo» ya que se llevó a cabo durante un día festivo) en el Obelisco y la Plaza de Mayo (donde se ubica la Casa Rosada), ambos puntos en Buenos Aires. También participan militantes del Frente de Izquierda y de Trabajadores - Unidad.
Por su parte, la coalición opositora Juntos por el Cambio acusó al gobierno de un conflicto interno generado por un sector afín a la vicepresidenta Fernández de Kirchner. Frente a esto, el 9 de julio, el presidente Fernández negó guardar diferencias con esta.
El 13 de julio las principales asociaciones agricultoras realizaron un paro general de 24 horas en protesta contra el Gobierno.
A finales de julio, se especulaba que se realizarian cambios en el gabinete, especialmente en el caso de Sergio Massa.[cita requerida] En medio de estos, Alberto Fernández convocó un almuerzo con distintos gobernadores argentinos para tratar diversos asuntos, entre ellos la situación financiera del país, según reportes de prestigiosos periódicos del país.

## Consecuencias e Indicadores económicos
Dado los requisitos impuestos en el acuerdo con el FMI se encontraban ciertas limitaciones respecto del ajustes de tarifas, a las cuales Guzmán no pudo lograr cumplir dado que no contaba con el apoyo de otras áreas del gobierno, esto precipitó su decisión la cual se concretó el fin de semana.

### Riesgo paíso prima
El valor de los bonos argentinos en el mercado secundario externo cayó tras el alejamiento del ministro Guzmán el 'riesgo país'  o 'prima de riesgo' utilizado como variable proxy el 27 de junio de 2022 llegó a 2451.

### Dólar
Tras la salida del ministro Guzmán hubo un aumento de la cotización del dólar ya había transacciones en los exchange de criptomonedas durante el fin de semana y el mismo lunes, instando una nueva creciente fuente de resguardo denominada "dólar crypto", que sumado al "dólar contado con liquidación" conjuntamente con el "dólar blue" fueron las cotizaciones que se tomaban como indicadores principales.

### Precios
Las oscilaciones en los valores del dólar no oficial fueron entre 245 a 350 pesos argentinos a causa de la emisión monetaria sin respaldo llevada a cabo por el Banco Central de la República Argentina. Esta volatilidad, sumada a la incertidumbre política, impactó en la semana subsecuente donde se anunciaron escaseces de ciertos productos y de aumentos preventivos por parte de comerciantes, al carecer de precios por la distorsión fruto de la crisis política.